# オルガー・トフトイ
オルガー・ネルソン・トフトイ（Holger Nelson Toftoy、1902年10月31日 - 1967年4月19日）は、アメリカ合衆国イリノイ州出身のアメリカ陸軍の軍人。退役時の最終階級は少将。1952年から1958年8月までレッドストーン兵器廠の司令官を務め、ヴェルナー・フォン・ブラウンと共にアメリカ陸軍でのミサイル開発、及び後の宇宙開発に道を拓いたミサイル・パイオニアの1人である。レッドストーン兵器廠の地元であるアラバマ州ハンツビルやアメリカ陸軍では「ミスター・ミサイル」の愛称で親しまれる。

## 経歴

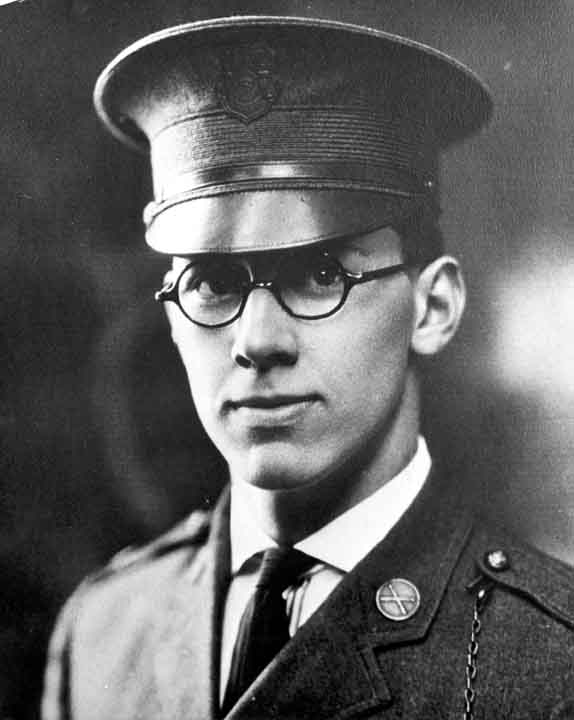
若かりし頃のトフトイ。ROTC士官候補生時代。

### 出生から第二次世界大戦前
オルガー・ネルソン・トフトイは、イリノイ州マルセイユで、1902年10月31日に生まれた。彼の軍隊でのキャリアは、1920年にウィスコンシン大学の予備役将校訓練課程 (ROTC) の士官候補生から始まる。その2年目に、彼はアメリカ陸軍士官学校学生に任じられ、1926年に同校を卒業。基礎的な飛行訓練を受けた後、沿岸砲兵連隊に転任し砲兵中隊長としてハワイで3年務めた。その後、ウェスト・ポイント（陸軍士官学校）に戻り、そこで教官として5年間任務についていた。
1930年代の半ばに、トフトイはパナマ運河の太平洋側において機雷防衛を指揮するよう命じられ、1938年にはフォート・モンローの機雷貯蔵庫 (Submarine Mine Depot) に転属した。彼はそこで工業部と研究開発部のチーフとして6年務め、第二次世界大戦で広く使用された新型の管制機雷システムの設計・開発を指揮した。

### 第二次世界大戦期

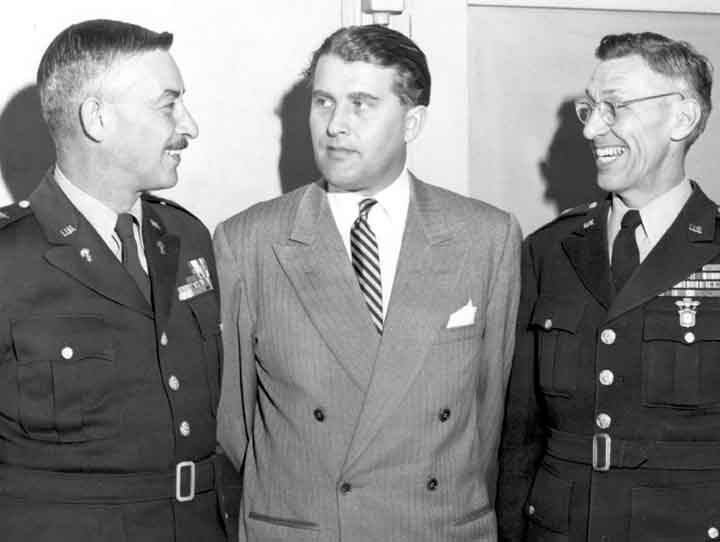
左からABMA司令官ジョン・B・メダリス少将、ヴェルナー・フォン・ブラウン、トフトイ。トフトイの表情が印象的。

1944年に、大佐であったトフトイは、陸軍兵器技術情報チームの本部長となる。陸軍兵器技術情報チームは、ヨーロッパで活動し、捕獲した敵の武器弾薬や装備を捜し出し、評価するために存在した。同チームは、第二次世界大戦におけるナチス・ドイツの最も優れた2つの兵器、V1飛行爆弾とV2ロケットに関する十分な報告書を作成し、現物の見本をアメリカ本国に送るよう命じられていた。これらの兵器は、ペーネミュンデでヴェルナー・フォン・ブラウン博士率いる科学者達によって開発されたものである。これらのロケットの捜索が進行中に、トフトイの副官であったジェームズ・P・ハミル少佐はハルツ山地へ逃亡したフォン・ブラウン博士とペーネミュンデ・チームのメンバーと連合軍に先んじてコンタクトをとることに成功した。
アメリカ陸軍がその兵器計画に誘導ミサイルを加える予定であることを知っていたトフトイは、まず本国に外電を打ち、ドイツの科学者の尋問と雇用のために彼らをアメリカに連行するよう進言するために単身ワシントンに向かった。当初トフトイは、アメリカのミサイル開発に必要な人材として、300人のドイツの科学者と技術者の渡航を要請したが、国防総省はこれを聞き入れず、100人までしか受け入れないと回答してきた。トフトイは更に食い下がったが、結局127人で妥協せざるをえなかった。このドイツ人科学者移送計画こそがペーパークリップ作戦と呼ばれる軍事作戦であり、フォン・ブラウンを含む科学者達は、1945年9月までにアメリカに到着した。トフトイもワシントンへ戻され、陸軍の誘導ミサイル計画に対する責任を任されることになった。

### レッドストーン兵器廠司令官就任

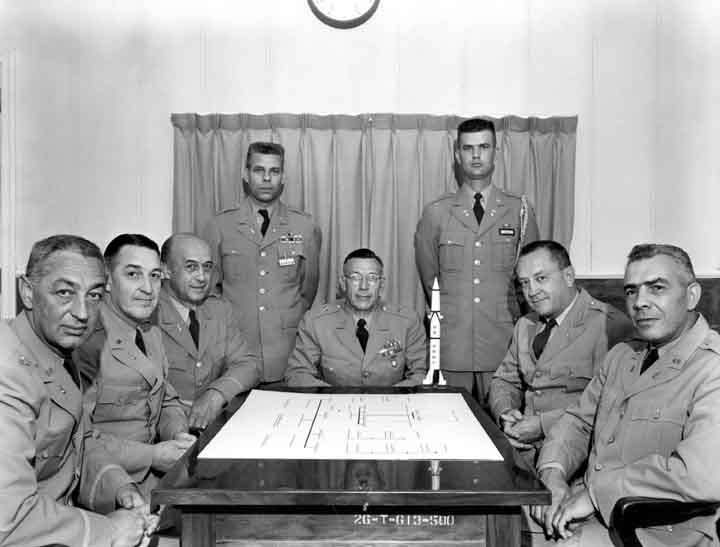
トフトイと彼の部下達。机の向こう側に座る中央の人物がトフトイ。（1956年）

1952年、トフトイはアラバマ州のレッドストーン兵器廠にある兵器ミサイル研究所 (Ordnance Missile Laboratories, OML) の所長に任命された。同研究所は陸軍誘導ミサイルとロケット開発の計画及び技術管理監督に対して責任を負っていた。その後2年間でレッドストーン兵器廠は陸軍の最も重要な技術センターのうちの1つと認められ、トフトイは、レッドストーン兵器廠を統率する初の将官として、今日の同工廠の土台を作った。トフトイが司令官であった1952年から1958年8月の期間に、レッドストーン兵器廠は陸軍のすべてのミサイルとロケットの研究開発、調達、生産、保管、維持及び支給に対して責任を負うようになった。
1958年3月に、トフトイは、レッドストーン兵器廠の陸軍兵器ミサイル・コマンド (Army Ordnance Missile Command, AOMC) の副司令将官となり、メリーランド州アバディーンのアバディーン性能試験場司令官に就任する1958年8月までレッドストーン兵器廠に滞在していた。

### 退役から死去
トフトイは、健康上の理由のため1960年に陸軍を退役したが、ノースロップ社とブラウン・エンジニアリング社のコンサルタントとして迎えられた。しかし、退役から7年後の1967年4月19日、4度の手術の甲斐なくワシントンD.C.のウォルター・リード陸軍医療センターで64歳でこの世を去った。トフトイはアーリントン国立墓地に葬られ、1969年にアメリカ陸軍武器科の栄誉の殿堂に名を連ねた。

## 人物

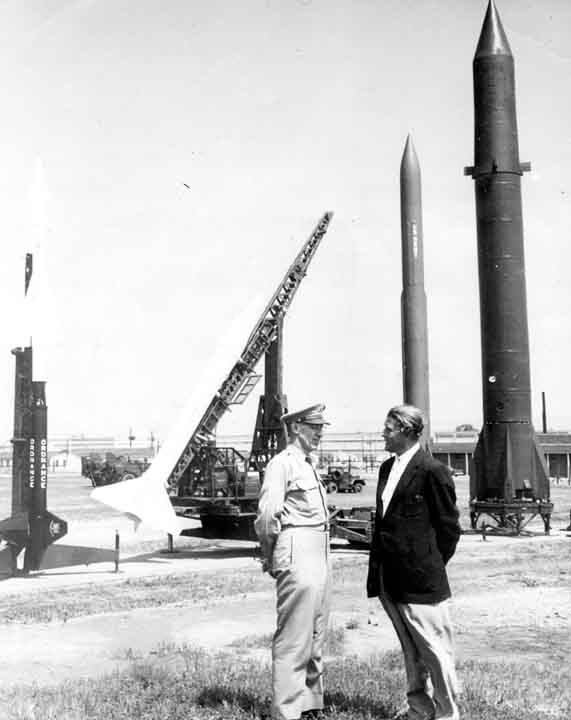
ナイキ・エイジャックス、オネスト・ジョン、コーポラル、レッドストーン（左から右）の前でフォン・ブラウンと歓談するトフトイ。

トフトイは同級生など身近な者達からはルディ (Ludy) というニックネームで呼ばれ、ハイスクールを卒業する前には旧式のガソリン・エンジンと自転車の部品から自動車を造るなど、すでにその才能の片鱗を見せ始めていた。彼の造った自動車は地元の新聞でも報道されたほどだった。また、芸術的センスもあり、レタリングや一コマ漫画（風刺漫画や時事漫画に代表されるもの）、グラフィック・デザインなども得意だった。また、トフトイは釣りが好きで、退役後の晩年はメキシコ湾に足繁く通っていたという。
トフトイは軍人であったが、軍人というよりも技術者としての熱意がアメリカ陸軍を動かした。彼は最初、ホワイトサンズ性能試験場でV2ロケットをはじめとするミサイルの試験をしていたが、より理想的な研究用地を求めていた。ミサイル開発の舞台となったハンツビルのレッドストーン兵器廠は、第二次世界大戦後の1947年から弾薬の生産を中止し、大戦で使い切れなかった砲弾の倉庫と自動車の工場となっていた。トフトイはそれに目を付け、国防総省に対して粘り強くミサイル開発の必要性を説き、公売に出される寸前の同工廠をミサイル開発に使用することを許可させた。
トフトイは、V2ロケットを元にしたレッドストーンを開発している最中も、ただのコピー品でなく、もっと様々な目的のミサイルを造りたいと願っていた。彼の熱意は次々に形となり、多くのミサイルを世に送り出したことで陸軍でもその名を知られるようになっていくが、トフトイは「それは自分のことである」とは決して自分から言わず、自分の功績に驕ることも慢心することもなかったという。ミサイル開発に執念とも呼べる情熱を傾けたが、正直な性格で常に謙虚な姿勢を貫いた親しみやすい人物であり、同僚、同期、部下、家族はもとよりレッドストーン兵器廠の地元のハンツビル市民にも愛された人物であった。

## 功績

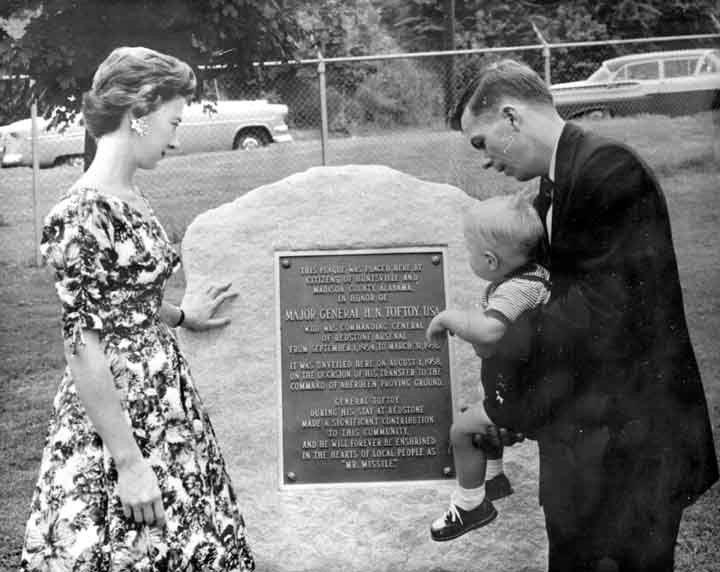
トフトイを称えるレリーフ。最後の行に「MR. MISSILE」の文字が見える。（1958年頃）

トフトイは、1958年に陸軍長官から陸軍殊勲章 (Distinguished Service Medal) を授与されている（殊勲章は銀星章 (Silver Star Medal) よりも上にランクされる）。また、そのほかに陸軍勲功章、陸軍功労章、青銅星章 (Bronze Star Medal) も授与されている。
彼が推し進めたロケット及びミサイル開発は、後に核弾頭を搭載した大陸間弾道ミサイルのような大量破壊兵器を生み出すことにもなったが、彼の没後にロケット開発が汎地球測位システム (GPS) 、衛星通信、衛星放送、気象衛星などの現代人の生活に密着した宇宙の活用にもつながったことも無視できない。ロケットを兵器に応用することについては、ミサイル開発をあくまで経由点ととらえ、最終的に宇宙旅行を目指したフォン・ブラウンとはスタンスがやや異なる。
ロケットやミサイルの有用性をいち早く見抜き、より長距離の弾道ミサイルの開発を提案していたが、当時のアメリカ陸軍はミサイルを大砲に代わる戦術兵器として捉えており、戦略長距離弾道ミサイルの開発に対する関心が低かった。アメリカ軍は、長距離攻撃にはV1飛行爆弾の思想から派生した巡航ミサイルを中心に考えていたのである。その巡航ミサイルでさえ、近年のトマホークのような超低空飛行ではなく、マタドール、メイス、レギュラスのように高々度を飛行する無人飛行機爆弾とも言うべきもので、しかもこれらは空軍と海軍の開発によるものであった。
しかし、ソビエト連邦もアメリカと同様にナチス・ドイツの技術を応用して独自に宇宙ロケットや弾道ミサイルの開発を進めており、人類史上初の人工衛星スプートニク1号や有人宇宙船ボストーク1号を成功させ、全米に衝撃を与えた。いわゆるスプートニク・ショックである。宇宙開発及びロケット技術でソ連に先を越されていることがわかると、アメリカもトフトイの考えが正しかったことをようやく認識することになる。アメリカがソ連との宇宙開発競争や核軍拡競争で致命的な後れをとることがなかったのは、トフトイを先頭に一定のミサイル研究を続けていたためでもある。
トフトイは、小さな綿の町であったアラバマ州ハンツビルを世界のロケットの中心地に変え、町の発展に多大なる貢献をした人物として地元で「ミスター・ミサイル」として知られていた。ハンツビルのビッグ・スプリング・パークにその功績を称える記念碑があるが、これはトフトイがレッドストーン兵器廠を離れる1958年に彼に敬意を表する市民の手によって建てられたものである。

## トフトイが関わったミサイル・ロケット

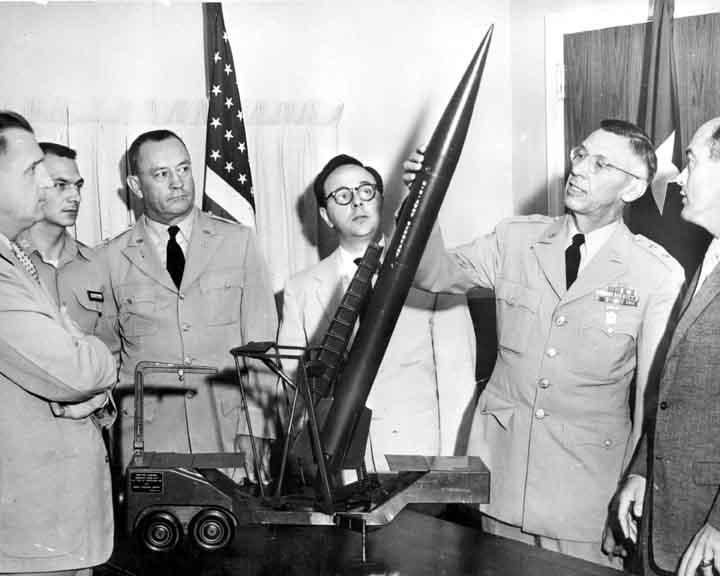
サージェント・ミサイルの模型に触れながらミサイルを審査するトフトイ。

- MIM-3 ナイキ・エイジャックス
- MGM-5 コーポラル
- PGM-11 レッドストーン
- MIM-14 ナイキ・ハーキュリーズ
- MGM-18 ラクロス
- PGM-19 ジュピター
- MIM-23 ホーク
- MGM-29 サージェント
- MGM-31 パーシング
- LIM-49 ナイキ・ゼウス
- MGR-1 オネスト・ジョン
- MGR-3 リトル・ジョン
- ジュピターC 気象観測ロケット
- エクスプローラー1号
- パイオニア計画

## 参考資料
- “Major General Holger N. Toftoy” (英語). Redstone Arsenal Historical Information.   レッドストーン兵器廠. 2007年8月18日閲覧。
- “A Memoir of MG Toftoy by a West Point Classmate” (英語). Redstone Arsenal Historical Information.   レッドストーン兵器廠. 2007年8月18日閲覧。